# Pontodytes
Pontodytes is een geslacht van kevers uit de familie van de loopkevers (Carabidae). De wetenschappelijke naam van het geslacht is voor het eerst geldig gepubliceerd in 1989 door Casale & Giachino.

## Soorten
Het geslacht Pontodytes is monotypisch en omvat slechts de volgende soort:
- Pontodytes cavazzutii Casale et Giachino, 1989